# Álex Centelles
Alejandro "Álex" Centelles, né le 30 août 1999 à Valence en Espagne, est un footballeur espagnol qui évolue au poste d'arrière gauche à l'UD Almería.

## Biographie

### Jeunesse et formation
Né à Valence en Espagne, Álex Centelles est formé par le Valence CF, qu'il rejoint en 2007.
Le 24 mai 2018, Centelles prolonge son contrat avec Valence jusqu'en 2021.

### FC Famalicão
Le 1er juillet 2019, Álex Centelles est prêté au club portugais du FC Famalicão pour une saison. Il joue son premier mach lors d'une rencontre de Liga NOS, le 14 septembre 2019, en étant titularisé face au FC Paços de Ferreira lors de la cinquième journée de la saison 2019-2020. Il est titulaire et son équipe s'impose sur le score de quatre buts à deux ce jour-là. De nouveau titulaire lors de la journée suivante face au Sporting CP, le 23 septembre, Centelles délivre sa première passe décisive, pour Rúben Lameiras. Il permet ainsi à son équipe d'égaliser et Famalicão l'emporte finalement par deux buts à un.

### UD Almería
Le 2 octobre 2020, après avoir résilié son contrat avec le Valence CF, Álex Centelles rejoint librement et pour un contrat de deux saisons l'UD Almería, club évoluant alors en deuxième division espagnole. Il joue son premier match avec Almería le 4 octobre suivant, lors d'une rencontre de championnat face au Sporting de Gijón. Il est titularisé et son équipe s'incline par un but à zéro ce jour-là. Centelles est en concurrence avec Sergio Akieme pour le poste d'arrière gauche cette saison-là, et son équipe lutte pour la montée en première division.

### En équipe nationale
En février 2016, il reçoit une sélection dans la catégorie des moins de 17 ans, lors d'une rencontre amicale face à la Grèce (victoire 1-2).
Avec les moins de 19 ans, il reçoit deux sélections en début d'année 2018, contre la Tchéquie (nul 1-1) et le Japon (victoire 2-0).